# 肯尼思·T·杰克逊
肯尼思·T·杰克逊（1939年7月27日—）是一位美国历史学家与社会科学家，哥伦比亚大学榮譽退休教授，关注城市史等领域，1983年获古根海姆獎，主要作品有《马唐草边疆：美国城市的郊区化进展》（Crabgrass Frontier: The Suburbanization of the United States，获1986年的弗朗西斯·帕克曼奖与班克洛夫特獎）和《纽约市百科全书》（The Encyclopedia of New York City）等。